# فرودگاه استون
فرودگاه استون (به انگلیسی: Eston Airport) یک فرودگاه همگانی است که یک باند فرود آسفالت دارد و طول باند آن ۹۱۴ متر است. این فرودگاه در کشور کانادا قرار دارد و در ارتفاع ۶۷۸ متری از سطح دریا واقع شده است.